# トローヴ
『トローヴ』(Trove)は、Trion Worldsが開発したゲームソフト。日本語版の配信元はDMM GAMES。
ゲームジャンルはMMORPG。立方体のボクセルで作られた世界を冒険する。北米でのプレイヤー数は1500万人に達した。
基本無料（アイテム課金あり）のダウンロード版と、特典アイテムを同梱したパッケージ版『きらきらトレジャーパック』が販売されている。パッケージ版にはディスクメディアは同梱されておらず、プロダクトコードが封入されている。

## ストーリー
太陽神の加護を受けた平和な世界。ある時、太陽の光が月の女神の光を霞ませたことで、黒い嫉妬の女神となった。これに目を付けた闇の勢力シャドウが月の女神の心を乗っ取り、勢力を拡大しはじめる。主人公たちは平和を取り戻すために戦う。

## クラス
ナイト
剣を使って戦うタンク系のクラス。敵を挑発してヘイトを集める。
トゥームレイザー
アンデッドモンスターを操るクラス。霊魂で使い魔を召喚、使い魔を生贄にしてゴーレムを召喚することができる。
ブーメランジャー
ブーメランを使うレンジャー。弓、剣、ボム、ブーメランを使うことできる。
ガンスリンガー
銃を使いこなす遠距離クラス。空中戦が得意。
キャンディバーバリアン
糖分不足からくるイライラを力に変えて戦うバーバリアン。
パイレーツキャプテン
信じるものは自身の腕と相棒のオウム、そして金だけ。
敵から手に入るダブロン金貨を集める事でエナジーを回復する。
ルナランサー
シャドウの軍勢との戦いの最前線を守る獣人の戦士。
槍の名手で、怒涛の攻撃と疾風のような速さで敵を翻弄する。
ドラコライト
ドラゴンの力を駆使する炎の魔術師。
火炎放射器のような強力な炎の魔法や危険な爆弾で敵を焼き尽くし破壊する。
自分自身がドラゴンになって敵を殲滅する事もできる
クロロマンサー
平原の彼方から来たミステリアスな魔法使い。
クロロマンサーの通常攻撃は味方を回復し、敵にダメージを与える。植物を操る能力が特徴で、
植物の成長をコントロールする事で攻撃と回復を同時に行うヒーラークラスです。
レヴェナント
レヴェナントは幽玄の鎧を身に纏った亡霊戦士。
味方の盾となりパーティを守りつつ、自らの体力を消費しながら戦うタンクタイプのクラス。
シャドウハンター
光の力で影を仕留める狩人、シャドウハンター！
遠距離攻撃に特化したクラスで、敵が離れていれば矢を射り、近づけばトラップでダメージを与える。
周囲の敵は自動的にマーキングされ、マーキング中の敵には大ダメージを与える事ができる!!
ネオンニンジャ
ネオンニンジャは随一の機動性を誇り、
その速く激しい動きを使いこなす事ができれば敵を翻弄する事ができるアクション性の高いクラスです
アイスセージ
　冷静な心と冷たい体を持った氷の賢者。
操る氷は攻撃に使うだけでなく、敵から身を守る事にも使える。
フェアリートリックスター
無傷の間は攻撃が強化される特性があり、いかに敵の攻撃から身をかわすかが鍵となります。
ディノテイマー
偶然このTROVE世界に迷い込んでしまった宇宙のタイムトラベラー。
狩猟用ネットなどの科学技術の知識を用いて遠隔攻撃を駆使する他、飼いならした恐竜を利用した攻撃がディノテイマーの代名詞です。

ヴァンガーディアン
ヴァンガーディアンは相手がどこにいても、仲間には能力を与え、敵であれば征服します。ヒーローのチャージを戦いに利用して、戦いの中心に怒りの拳を放ちましょう。
あるいは一歩下がり、戦いにプラズマブラストをその場に打ち込みましょう

(Trove wiki から引用)